# 奈于加峰
61°36′11″N 8°45′35″E / 61.60306°N 8.75972°E

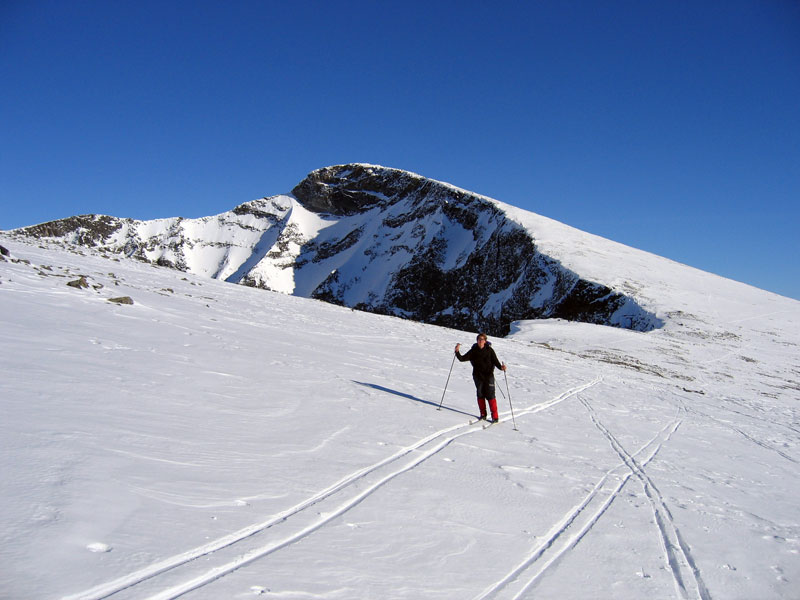

奈于加峰是挪威的山峰，位於該國東南部內陸郡，處於洛姆，距離首都奧斯陸210公里，屬於尤通黑門山脈的一部分，海拔高度2,258米。